# Église de la Translation-des-Reliques-de-Saint-Nicolas de Pričević
Pour les articles homonymes, voir Église de la Translation-des-Reliques-de-Saint-Nicolas.
L'église de la Translation-des-Reliques-de-Saint-Nicolas de Pričević (en serbe cyrillique : Црква Преноса моштију светог Николаја у Причевићу ; en serbe latin : Crkva Prenosa moštiju svetog Nikolaja u Pričeviću) est une église orthodoxe serbe serbe située à Pričević, dans le district de Kolubara et sur le territoire de la ville de Valjevo en Serbie. Elle est inscrite sur la liste des monuments culturels protégés de la république de Serbie (no SK 1474),,,.

## Présentation

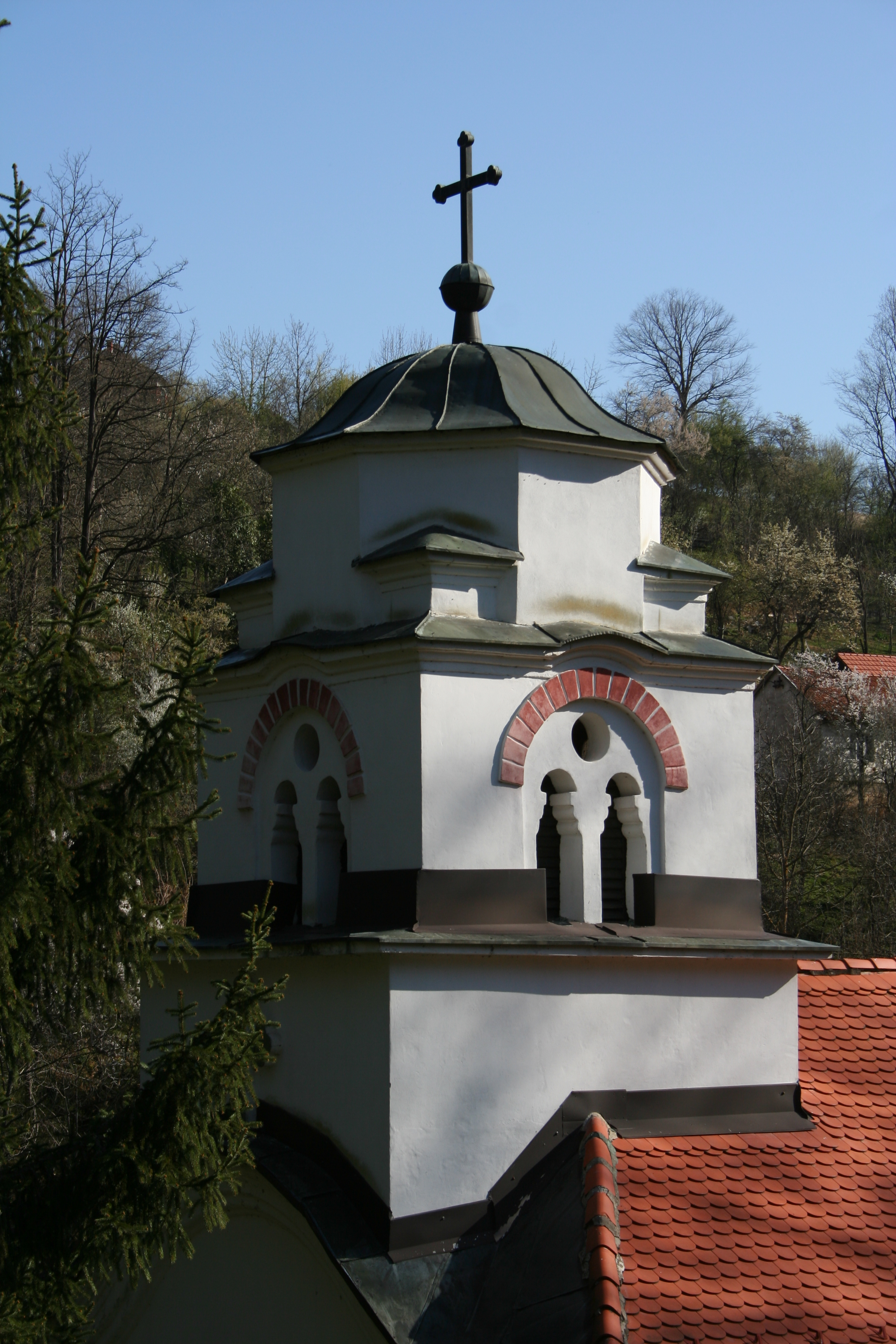
Détail du clocher.

L'église a été construite à l'emplacement d'une ancienne église en bois, probablement dans les années 1830,.
De base allongée, elle est constituée d'une nef unique des chœurs demi-circulaires et une abside d'autel elle aussi demi-circulaire,. Elle a été conçue sans dôme et possède un toit à pignon recouvert de tuiles ; à l'intérieur, elle est dotée d'une voûte en berceau,. En 1957, un narthex a été ajouté à l'édifice, surmonté d'un clocher qui domine la façade occidentale,. Les portails, situés à l'ouest et au nord et sont cintrés. Toutes les façades, à l'exception de la façade occidentale, sont décorées d'arcatures en plâtre peu profondes formant une frise,.
L'église appartient au type des édifices religieux du XIXe siècle qui se réfèrent à l'architecture médiévale serbe.

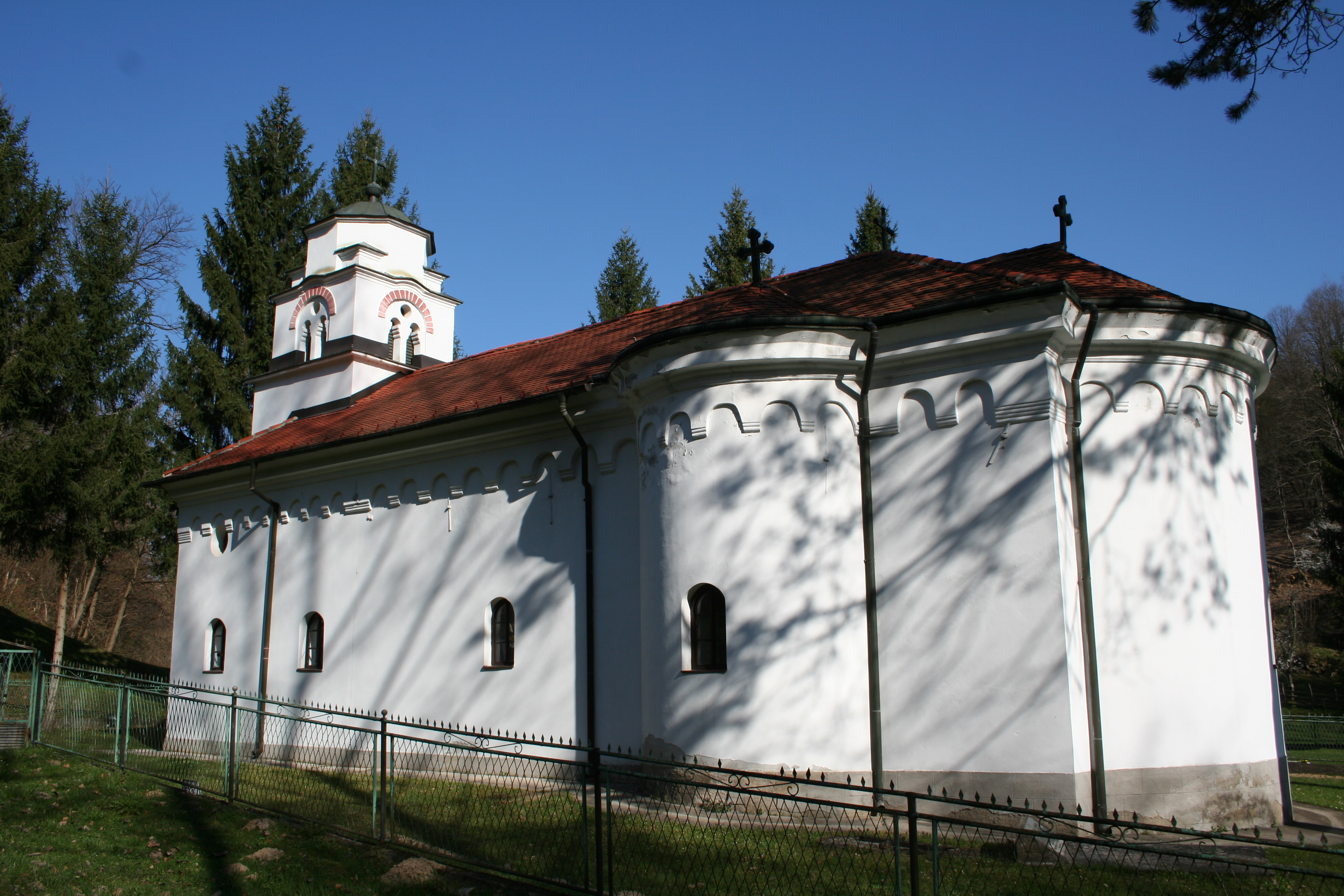
La façade sud, avec une partie du chevet.